# Dorise Nielsen
Pour les articles homonymes, voir Nielsen.
Dorise Winnifred Nielsen (30 juillet 1902 - 9 décembre 1980) est une politicienne, féministe, chroniqueuse, rédactrice et enseignante communiste canadienne. En 1940, elle est élue députée dans la circonscription fédérale de North-Battleford par une coalition de militants de la Fédération du Commonwealth coopératif (FCC), du Crédit social et du Parti communiste qui prennent le nom de Progressistes unis.

## Biographie

### Avant de se lancer en politique
Née à Londres, en Angleterre, Doris Webber arrive au Canada et s'installe en Saskatchewan en 1927, pour travailler comme enseignante et se marie avec Peter Nielsen, un exploitant agricole, la même année. Ajoutant un « e » à son prénom sur son certificat de mariage, elle devient Dorise Nielsen. 

### Carrière politique
Elle se joint à la FCC en 1934 et en est la directrice de campagne lors des élections provinciales de 1938. En 1937, adhère au Parti communiste du Canada, mais ne révèle son adhésion qu'en 1943, demeurant membre de la FCC jusqu’à ce que son association de circonscription soit dissoute, en raison de son soutien à une campagne populaire auprès des communistes. 
Elle est la première membre du Parti communiste du Canada à être élue à la Chambre des communes du Canada, et en poste pendant la Seconde Guerre mondiale. Elle est aussi la troisième femme élue au Parlement canadien et la première à élever encore de jeunes enfants tout en occupant ses fonctions politiques. Elle remporte un siège aux élections fédérales de 1940, représentant la circonscription de North Battleford, en Saskatchewan, sous la bannière des « Progressistes unis », battant le candidat libéral à l’issue d’une course à deux. Le Canada interdit le Parti communiste en juin 1940 en raison de l’opposition du parti à la guerre. Nielsen, par contact indirect avec les dirigeants communistes basés à Montréal qui avaient échappé à l’emprisonnement, devient porte-parole du Parti communiste grâce à des discours qu’elle prononcé à la Chambre des communes. 
Lorsque le Parti ouvrier progressiste est officiellement formé en 1943, en tant que front légal pour le Parti communiste toujours interdit, Nielsen déclare son affiliation avec le parti et est élue à son comité exécutif national. Elle se présente en vue de sa réélection à l’élection de 1945 pour le Parti ouvrier progressiste (le nom que le Parti communiste utilise jusqu’en 1959), mais arrive troisième derrière les candidats de la Fédération du Commonwealth coopératif et du Parti libéral avec 13 % des suffrages. 
Après sa défaite, elle et ses enfants déménagent à Toronto où elle travaille comme organisatrice pour le Parti ouvrier progressiste et écrit une chronique hebdomadaire pour son journal Canadian Tribune, intitulée « Women’s Place is Everywhere » (La place des femmes est partout). Elle utilise à l’occasion cette chronique afin de promouvoir des opinions féministes; par exemple, comme le raconte sa biographe, Faith Johnston, en 1949, elle « expliquait que ce n’est que lorsqu’une économie socialiste enlèverait le fardeau de la garde d’enfants et du travail ménager des épaules des femmes individuelles qu’elles pourraient rivaliser sur un pied d’égalité ». « Ce qui privent les femmes de la possibilité de rivaliser avec les hommes est lié à toutes les innombrables tâches de la maison et de la famille et non à son infériorité. ». Elle aide à fonder le Congrès des femmes canadiennes et assiste au Congrès de la paix de la Fédération démocratique internationale des femmes à Budapest en 1948, puis aide à fonder le Congrès canadien de la paix l’année suivante. 
En 1949, elle devient secrétaire exécutive de la Canadian-Soviet Friendship Association (Association des amis canadiens de l'Union soviétique) et organise des tournées nationales et des sections locales, distribue des films et des livres, et fait la majeure partie du travail d’organisation lié à cette association. Frustrée d’avoir à jouer le second violon devant le président de la CSFA, Dyson Carter, et d’avoir reçu un salaire inférieur à lui, elle démissionne à l’été 1953. 
Elle se présente de nouveau pour le Parti ouvrier progressiste aux élections de 1953, cette fois-ci à Brantford, en Ontario, mais elle arrive en dernière position avec 216 voix.

### Après son départ de la vie politique
Éprouvant de la difficulté à se trouver du travail en dehors du parti, en raison de son âge, et figurant éventuellement sur la liste noire, en raison de son allégeance communiste, elle finit par se trouver un emploi au milieu des années 1950, en travaillant dans les bureaux de la United Electrical Workers (Travailleurs unis de l’électricité). Mais, trouvant cet emploi ennuyeux, elle quitte le Canada en 1955 pour Londres, en Angleterre avec son partenaire, Constant Godefroy (elle vivait séparée de son mari Pete Nielsen depuis 1940). Ils reviennent au Canada en 1956, et Nielsen trouve un emploi de coupure d’articles pour Maclean-Hunter Publishing. 
En 1957, Nielsen et Godefroy reçoivent l’autorisation de se rendre en république populaire de Chine, où elle demeurera jusqu’à sa mort, en travaillant la plupart du temps comme professeure d’anglais et comme rédactrice pour la Foreign Languages Press à Beijing. 
Elle devient citoyenne chinoise en 1962. 

## Famille
Dorise et Peter Nielsen ont eu quatre enfants, dont l’un est mort à l’enfance. Leur plus jeune fille, qui s’appelait Thelma Nielsen, connue sous le nom de Sally (née en 1931), a épousé Dyson Carter en 1980, l’ancien supérieur de Dorise Nielsen à la Canadian-Soviet Friendship Association.

## Archives
Il existe un fonds Dorise Nielsen à la Bibliothèque et Archives Canada. Le numéro de référence archivistique est le R4012. 